# Skorpios
Skorpios (Grieks: Σκορπιός, "Schorpioen") is een klein Grieks eiland in de Ionische Zee. Het behoort tot de Ionische Eilanden en ligt ongeveer een kilometer ten oosten van het naburige eiland Lefkada. Het eiland Meganisi ligt ongeveer 2 kilometer ten zuiden van het eiland. Skorpios is vrij vlak; het hoogste punt is slechts 81 meter. Het grootste deel van het oppervlak is bebost.
Er is weinig bekend over de geschiedenis van het eiland, men vond geen sporen uit de oudheid. De Venetianen ontbosten het eiland. Met de rest van de Ionische eilanden werd Skorpios in 1864 deel van Griekenland. Skorpios behoort tot de regionale eenheid Lefkada en valt administratief onder de gemeente Meganisi.
Het eiland kwam in 1962 voor 3.5 miljoen Drachme (naar de huidige koers € 10.271) in het privébezit van de Griekse reder Aristoteles Onassis. Het is daarom niet toegestaan het eiland te bezoeken. Het is mogelijk om op twee smalle stukken strand aan de kust voor een korte tijd aan land te gaan, omdat in Griekenland alle stranden openbaar zijn, de rest van het eiland is gesloten voor buitenstaanders. Het eiland heeft een eigen privé-politiekorps.
Het eiland beschikt over een aantal luxe villa's, aanlegsteiger, destijds aangelegd voor het privéjacht Christina O, eigen bakkerij, ondergrondse wasserij (in het hoogseizoen 24 uur in bedrijf), drie tennisbanen en een Olympisch zwembad.
Het eiland werd in het zomerseizoen bewoond door de eigenaren en hun 600 medewerkers. In 2001, werden echter slechts twee mensen geregistreerd als ingezetene van het eiland, bij de telling van 2011 was er nog slechts één feitelijke bewoner van het eiland.
Onassis liet het eiland duurzaam bebossen. Vandaag de dag zijn er meer dan 200 verschillende boomsoorten op het eiland. Het eiland valt onder Natura 2000, waardoor niet meer dan 5 % van het eiland ontwikkeld en bebouwd mag worden.
Op 20 oktober 1968 trouwden Aristoteles Onassis en Jacqueline Kennedy Onassis op het eiland. In de jaren 1960, bezochten vele beroemdheden het eiland, veelal gevolgd door paparazzi. Onassis had de Panagitsakapel gebouwd op het eiland, waar hij zijn zoon, toen deze overleden was wilde begraven. Omdat de Orthodoxe Kerk een begrafenis van een niet-praktiserend orthodoxe gelovige in een godshuis niet toestaat, liet Onassis na overleg een aanbouw met aparte ingang bouwen, wat dient als een mausoleum. Onassis en Christina Onassis werden er ook begraven. Maria Callas werd volgens haar wens gecremeerd en de as werd voor het eiland verstrooid in de Ionische Zee.
Na zijn dood kwam het eiland in het bezit van zijn dochter Christina. Sinds de dood van Christina is Skorpios eigendom van Athina Roussel, dochter van Christina.
Athina bezocht het eiland twee keer na het overlijden van haar moeder, één keer toen ze acht was en vervolgens op 18-19 november 1998 met haar vader Thierry Roussel en hun media-adviseur en woordvoerder Alexis Mantheakis om een herdenking te houden op de tiende verjaardag van de dood van Athina's moeder, Christina Onassis. De drie werden begeleid door ex-SAS bodyguards en Griekse lijfwachten. Een vloot van boten met internationale en lokale tv-ploegen en journalisten lag voor het eiland voor anker om te proberen verslag uit te brengen van de gebeurtenis en om beelden te krijgen met telescopische lenzen, aangezien slechts één fotograaf was toegestaan op het eiland. De komst van Athina, haar vader en Mantheakis werd gemeld door alle grote nieuwsagentschappen. Foto's van een ontmoeting van de erfgename en de burgemeester van het dorp Nydri, gelegen tegenover Skorpios, tezamen met een grote commissie van gastvrije dorpsbewoners haalden de covers van diverse internationale tijdschriften, waaronder Paris Match.
De herdenking op Skorpios werd voorgegaan door de plaatselijke orthodoxe priester Apostolis. Deze priester had Athina gedoopt en de begrafenissen van Aristoteles Onassis, zijn zoon Alexander en Athina's moeder Christina Onassis gedaan. Behalve deze twee bezoeken en een aantal toen Athina een peuter was heeft ze geen tijd op het eiland doorgebracht.
De onderhoudskosten van het eiland zijn ongeveer 1.5 miljoen euro per jaar. Athina Onassis de Miranda wil het eiland, voor een prijs van 300 miljoen dollar verkopen. Verschillende, veelal potentiële kopers, waaronder Bill Gates, Madonna en Roman Abramovitsj hebben het eiland bezocht. Het bericht van de Griekse televisie en Italiaanse kranten op 9 september 2010 die melden dat het eiland voor 150 miljoen dollar werd verkocht aan Giorgio Armani, werd door Armani officieel ontkend. Athina Onassis de Miranda verkocht het eiland in april 2013 aan de Russische miljardair Dmitry Rybolovlev die het gekocht heeft als cadeau voor zijn dochter Jekaterina Rybolovleva. Het nabijgelegen eilandje Sparti werd ook opgenomen in de verkoop. De koopsom bleef geheim, maar er wordt verondersteld dat deze 117, 127 of zelfs 244.7 miljoen dollar bedraagt. De Griekse regering is echter nog niet van plan de rechtmatigheid van de aankoop door de Russische oligarch te bevestigen. Een juridisch onderzoek is momenteel aan de gang, op verzoek van het Griekse parlementslid Yiannis Michelakis (Nea Dimokratia).
Onassis had specifiek in zijn testament aangegeven dat het eiland in de familie zou blijven zolang ze het zich konden veroorloven om de onderhoudskosten te betalen. Volgens zijn wil, zou als zijn nakomelingen de kosten niet meer konden betalen, het eiland worden gedoneerd ofwel aan Olympic Airways of aan de Griekse staat. Daarom is het eiland nu voor een periode van 99 jaar verhuurd aan Jekaterina Rybolovleva, het blijft eigendom van Athina Onassis de Miranda.

## Externe link

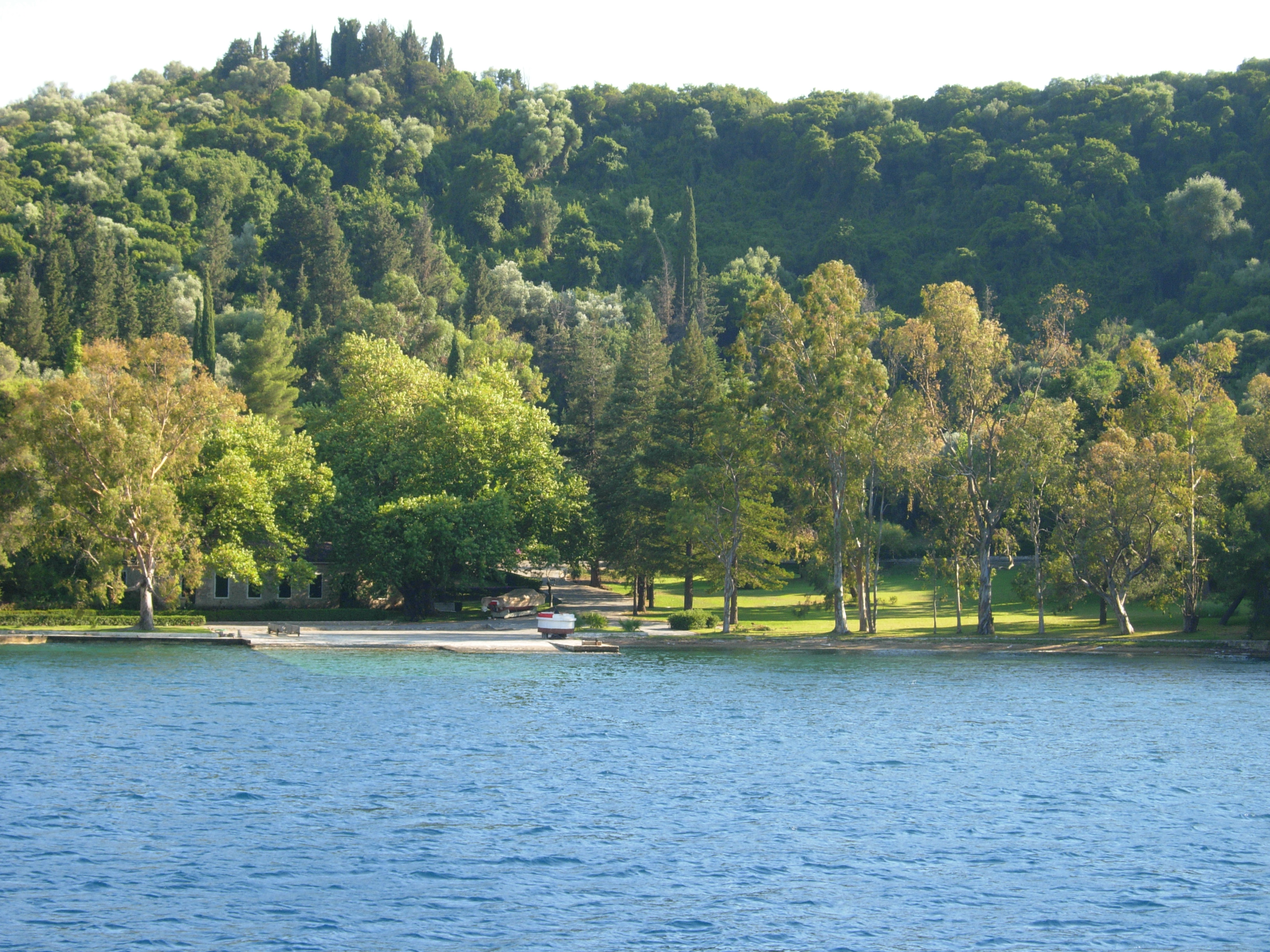
Skorpios